# Au pair (kinderoppas)

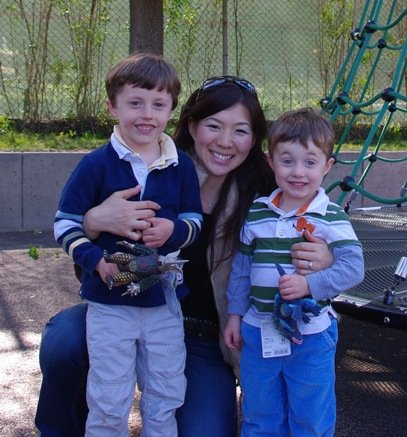
Een au pair

Een au pair is iemand die tegen kost en inwoning helpt met de verzorging van de kinderen en lichte taken in het huishouden. Het doel van een verblijf als au pair is een culturele uitwisseling. Hierbij woont de au pair in een gast gezin en draait mee in het gezinsleven. Hierbij kunnen zowel het gastgezin als de au pair elkaar iets bijbrengen over beide culturen.

## Nederland
In Nederland zijn er strikte voorwaardes waar aan voldaan moet worden als au pair en als gastgezin.

### Voorwaardes

#### Au pair
Vanaf 1 oktober 2022 moet de leeftijd van een au pair tussen de 18 en 25 liggen. Daarbij mag een au pair niet getrouwd zijn of zelf (pleeg)kinderen hebben. Een au pair mag niet eerder in Nederland een uitwisselingsvisum hebben gehad.

#### Gastgezin
Een gastgezin moet uit twee of meer personen bestaan, ingeschreven staan in het basisregistratie personen (BRP) en de au pair moet zich ook inschrijven en wonen op dit adres. De leden uit het gastgezin moeten de Nederlandse nationaliteit hebben of een geldige verblijfsvergunning en de au pair mag geen familielid zijn van het gastgezin. Daarbij moet het gastgezin voldoen aan de inkomenseis.

#### Taken
Ook aan de taken die een au pair mag uitvoeren zijn voorwaardes verbonden. Zo mag een au pair geen bijzondere zorgtaken uitvoeren, bijvoorbeeld taken die normaal worden uitgevoerd door een verpleegkundige. Ook mag er alleen sprake zijn van lichte ondersteunende huishoudelijke taken.

#### Uren
Een au pair mag maximaal 30 uur per week werken, maximaal 8 uur per dag en heeft recht op minimaal 2 vrije dagen per week. Afspraken over de uren en de taken die worden verricht moeten worden vastgelegd in een schema.

### Au pair bureau
De aanvraag voor een au pair visum kan in Nederland alleen gedaan worden via een door de Immigratie- en Naturalisatiedienst erkend au-pair bureau.

### Kritiek
In Nederland hebben au pairs een kwetsbare positie. Zij wonen in bij een gezin en krijgen in sommige gevallen maar 300 euro "zakgeld" voor hun verrichte werk. Bij de IND zijn er verschillende gevallen gemeld van misbruik, waarbij wordt vermeld dat dit waarschijnlijk maar een klein deel is van de gevallen. Dit wordt door sommigen ook gezien als moderne slavernij. De striktere voorwaardes die zijn ingegaan op 1 oktober 2022 zouden moeten zorgen voor betere arbeidsomstandigheden voor au pairs,